# Акулиарусиарсууп-Кууа
Акулиарусиарсууп-Кууа (дат. Sandflugtdalen) — река в коммуне Кекката, Гренландия. Также река известна под англоязычным названием Уотсон-Ривер.
Исток реки находится на леднике Расселл на высоте около 200 метров над уровнем моря. Длина реки — 30 километров, общее направление течения — с востока-северо-востока на запад-юго-запад. Река на разных участках имеет как очень спокойное течение (по зандрам, образуя меандры), так и довольно бурное, средний уклон Акулиарусиарсууп-Кууа составляет почти 6 метров на километр. Впадает в реку Киннгуата-Кууссуа близ города Кангерлуссуак. Питание реки почти полностью от таяния ледника, так как дожди в регионе бывают редко.

Акулиарусиарсууп-Кууа образует долину, ограниченную невысокими холмами (300—400 метров) с севера, сразу за которыми раскинулись два крупных озера: Аюитсуп-Тасиа и Саннингасок; к югу же от реки расположена бесплодная равнина с зыбучими песками. Также обширные пространства зыбучих песков расположены у устья Акулиарусиарсууп-Кууа.

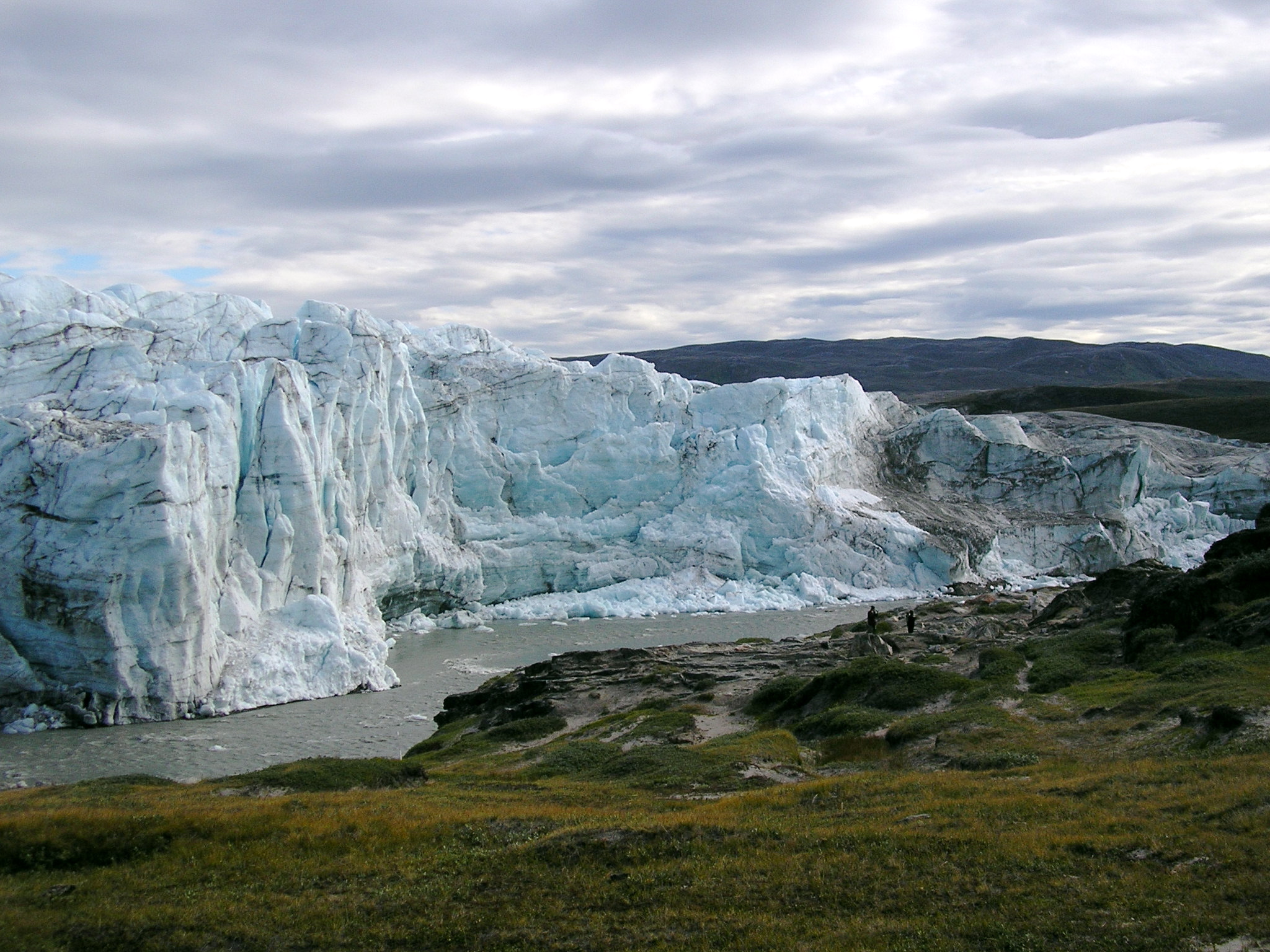
Начало реке даёт ледник
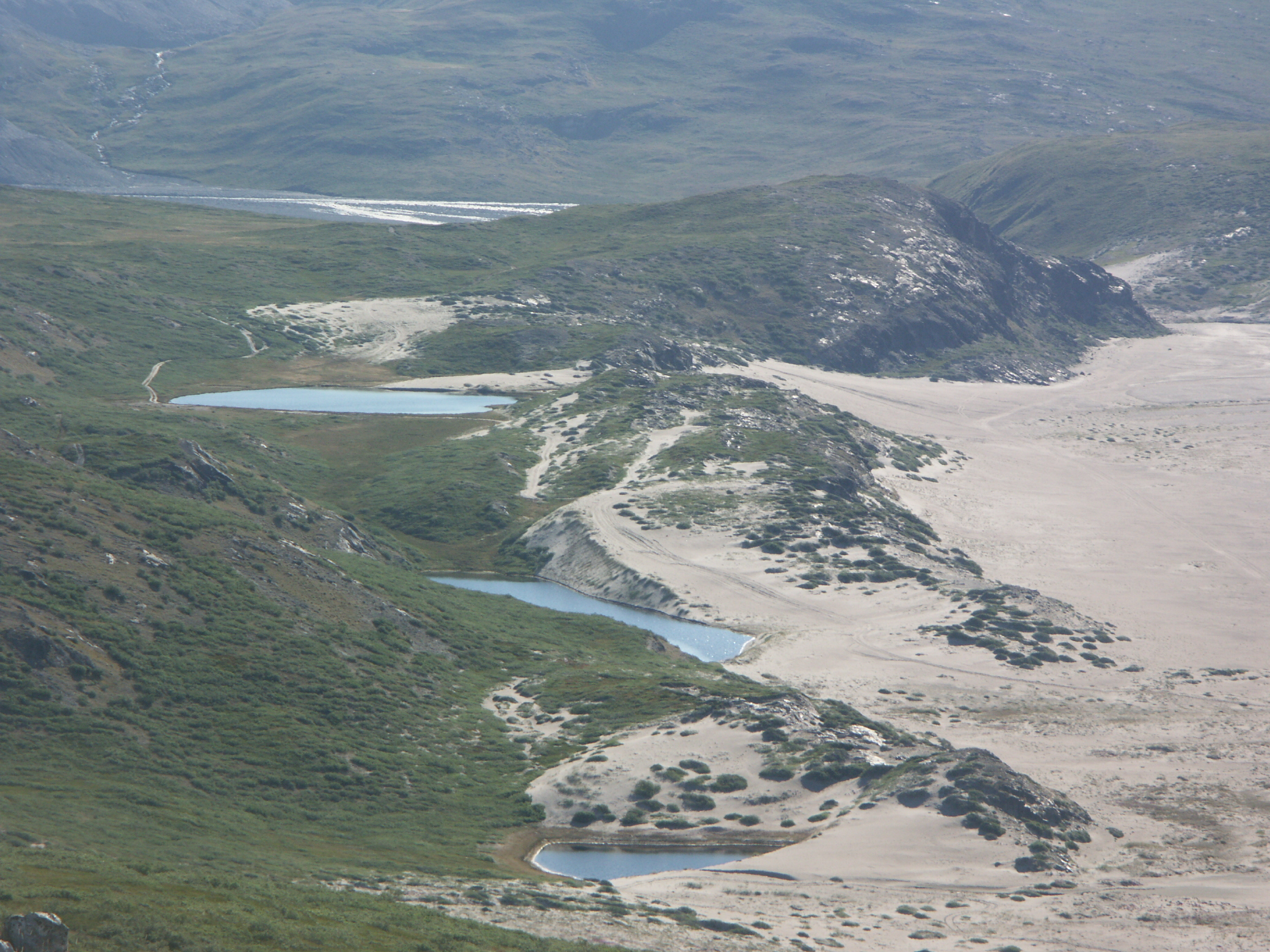
Зыбучий песок по берегам реки